# Lago di Palagnedra
Der Lago di Palagnedra ist ein künstlich angelegter Stausee im Kanton Tessin in der Schweiz.

## Lage
Der See liegt im Centovalli zwischen den Orten Palagnedra und Camedo und staut den Fluss Melezza. Das Einzugsgebiet beträgt 137,7 km², das Volumen 4,26 Mio. m³. Die Staumauer hat eine Höhe von 72 Meter, sie wurde im Jahre 1952 fertiggestellt.

## Nutzung
Der Stausee dient der Maggia Kraftwerke AG als Ausgleichsbecken für ihr Wasserkraftwerk bei Brissago. In ihm wird das Wasser gesammelt, das in höher gelegenen Kraftwerksstufen bereits zur Stromerzeugung genutzt wurde.

## Besonderheiten
Beim extremen Hochwasser im August 1978 entstand eine kritische Situation, als starke Regenfälle 2000 Kubikmeter Wasser pro Sekunde in den See einbrachten. Die nur für maximal 800 Kubikmeter pro Sekunde ausgelegte Hochwasserentlastung zwischen der Mauerkrone und der darüber hinwegführenden Strasse nach Palagnedra wurde durch Treibholz verstopft. Es entstand Seitenerosion. Vor dem Auftreten eines Bruchrisikos klang das Hochwasser ab.

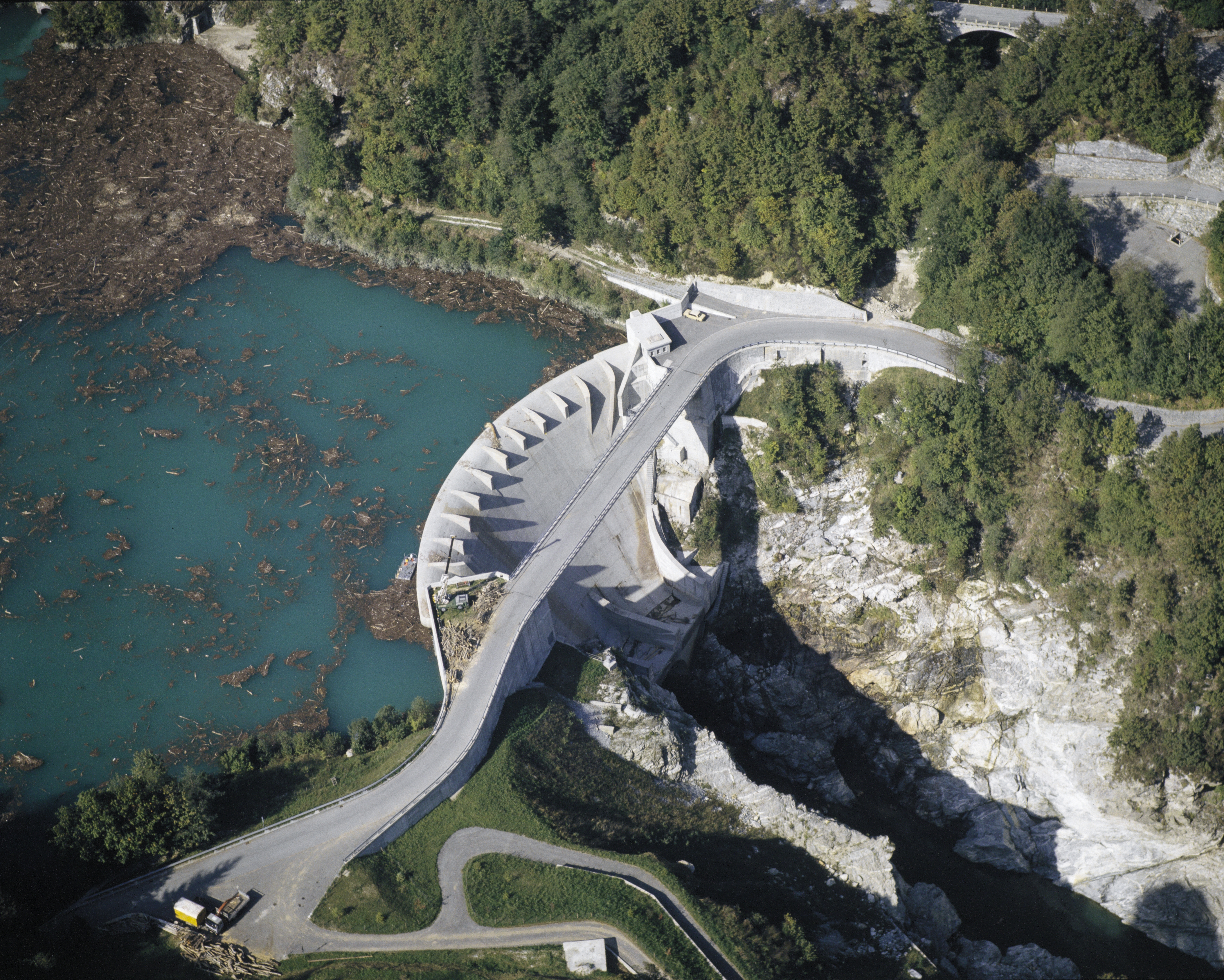

In den folgenden Jahren wurde für die Strasse eine eigenständige Brücke über das Tal gebaut und die bisherige Strasse über die Staumauer zurückgebaut. Die Staumauer kann seither bei Hochwasser über die ganze Breite überströmt werden.

Der See ist unterhalb der Siedlung Borgnone durch eine Wehr geteilt.